# Conspiracy - La cospirazione
Conspiracy - La cospirazione (Misconduct) è un film del 2016 diretto da Shintaro Shimosawa ed interpretato da Josh Duhamel, Alice Eve, Malin Åkerman, Byung-hun Lee, Julia Stiles, Glen Powell, con Al Pacino e Anthony Hopkins.

## Trama
Arthur Denning è il proprietario di un'importante azienda farmaceutica che ha falsificato i test farmacologici della sperimentazione di un nuovo farmaco e che per questo sta causando centinaia di decessi fra coloro che si sono prestati alla sperimentazione. Denning è estremamente autoritario nei confronti della sua ragazza Emily Hynes e lei è fisicamente intimidita dalle sue guardie del corpo. Viene rapita e a Denning vengono inviate le foto del suo viso pieno di lividi. Gli viene ordinato telefonicamente di recarsi in una galleria d'arte per il pagamento del riscatto. Quando un uomo gli si avvicina, Denning lo attacca fisicamente, ritenendolo uno dei rapitori, per poi scoprire che si trattava del proprietario della galleria, del tutto estraneo al rapimento.
Prima del suo rapimento, Hynes si rivolge al suo ex fidanzato Ben Cahill. Dopo aver bevuto, Hynes accenna ai maltrattamenti di Denning e al materiale compromettente che ha su di lui, riguardante i risultati dei test farmacologici e di ingenti sottrazioni di fondi della società. Tornata a casa sua, mostra i file a Cahill che ha rubato dal portatile di Denning e che rivelano il suo comportamento criminale durante i test farmacologici. Cerca di sedurre inutilmente Cahill. Più tardi, convince uno sconosciuto a picchiarla per la foto che manda a Denning a riprova del rapimento.
Cahill usa le informazioni di Hynes per proporre una class action al suo capo Charles Abrams, che successivamente la intenta contro Denning. Più tardi quella sera, Cahill, scioccato, scopre Hynes morta nel suo appartamento. Con un flacone di pillole in mano e un cocktail letale di droga in corpo, la sua morte è sospetta ma potenzialmente potrebbe trattarsi solo di un suicidio. Cahill decide di lasciare la scena del crimine senza denunciarlo alla polizia e cerca di coprire le sue tracce raccontandolo in segreto solo a sua moglie.
In occasione della deposizione preliminare alla causa, Denning risolve improvvisamente la causa per 400 milioni di dollari, a condizione che gli vengano restituiti i documenti rubati. Poco tempo dopo, il corpo di Hynes viene ritrovato a casa di Cahill. Convinto di essere stato incastrato, affronta Denning che è divertito dalla passione di Cahill, ma gli assicura di non avere nulla a che fare con questa storia e gli rivela che tutta la storia del rapimento è probabilmente frutto della fragilità psichica di Hynes.
Un sicario, in realtà anche lui vittima della sperimentazione dei farmaci, rapisce Cahill e sua moglie Charlotte. Cahill riesce a sopraffarlo e a ucciderlo. Quando ispeziona i documenti del killer si rende conto che il cattivo della vicenda è in realtà Abrams, che è stato l'avvocato di Denning per anni. L'accordo era solo un modo molto elaborato per proteggere Denning dalla responsabilità penale.
Cahill presenta i file del killer alla polizia che cerca di arrestare Abrams. Prima che possa essere preso in custodia tuttavia, Abrams sottrae improvvisamente la pistola di un agente e si suicida dinanzi a tutti.
Mentre Cahill fa i bagagli per il trasloco in una nuova casa, si accorge che alcuni dei vestiti di sua moglie profumano come il profumo di Hynes. Le chiede cosa sia successo tra di loro. Charlotte confessa di aver affrontato Hynes riguardo al suo coinvolgimento sentimentale con il marito. Hanno avuto una discussione in cui Charlotte ha colpito Hynes, che è caduta sbattendo la testa. Sebbene Charlotte sia un'infermiera, non l'ha aiutata e ha inscenato la scena dell'avvelenamento per la polizia. La frase conclusiva della confessione della moglie è: "Ho pensato che se il suo cuore smetteva di battere, il mio smetteva di soffrire".

## Produzione
Le riprese principali sono iniziate il 20 marzo 2015 a New Orleans, in Louisiana.

## Distribuzione
Il film è stato distribuito nelle sale cinematografiche statunitensi a partire dal 3 giugno 2016, mentre in Italia dal 15 giugno dello stesso anno.